# Woosters värld
Woosters värld  (engelska: The World of Wooster) är en brittisk TV-serie med premiär 1965.
Serien är baserad på P.G. Wodehouses böcker om Bertie Wooster och Jeeves.

## Handling
Woosters värld följer den välbärgade men naive Bertie Woosters upptåg och hans valet Jeeves, som ständigt får ställa allt tillrätta.

## Rollista i urval
- Ian Carmichael - Bertie Wooster
- Dennis Price - Jeeves
- Fabia Drake - tant Agatha
- Eleanor Summerfield - tant Dahlia
- Tracy Reed - Bobbie Wickham
- Derek Nimmo - Bingo Little
- Paul Whitsun-Jones - Sir Roderick Glossop